# Келли, Тори
Тори Келли (англ. Tori Kelly, р. 14 декабря 1992, Уайлдомар, Риверсайд, Калифорния, США) — американская певица, автор песен и музыкальный продюсер. Получила признание в возрасте 14 лет после размещения своих видеороликов на YouTube. В 16-летнем возрасте Келли прошла музыкальный кастинг для телешоу American Idol. Выбыв из проекта, Келли начала работать над собственной музыкой и в 2012 году выпустила свой первый, самостоятельно спродюсированный, написанный и смикшированный EP под названием «Handmade Songs By Tori Kelly». В следующем году после просмотра её видео с YouTube менеджером Келли стал Скутер Браун. Он привёл её к лейблу Capitol Records, с которым в сентябре 2013 она подписала контракт. Вторым EP певицы стал Foreword, вышедший в октябре 2013 в качестве её первого релиза на крупном лейбле. 23 июня 2015 года был издан первый альбом Келли, Unbreakable Smile. Ведущий сингл, Nobody Love, вышел весной и стал её первой композицией, попавшей в Billboard Hot 100 в США. Келли была номинирована на премию «Грэмми» лучшему новому исполнителю на 58-й церемонии «Грэмми».

## Жизнь и карьера
Родилась в городе Уайлдомар, Калифорния. Её отец Эллвин Келли по происхождению ямаец и наполовину пуэрториканец,  мать Лора Келли-Карлсон — ирландско-немецкого происхождения. Участвовала в телешоу Star Search. В паре с вокалистом Тиффани Эвансом выиграла титул Чемпиона юниоров в младшем дивизионе певцов, но не выиграла в конкурсе.
В 2004 году приняла участие в America's Most Talented Kid, исполнив песню «Keep on Singin' My Song» Кристины Агилеры. Она победила в конкурсе, обойдя музыканта Хантера Хейза. Вторым её выступлением стало участие в Турнире Чемпионов, где исполнительница проиграла рок-музыканту Антонио Понтарелли. В возрасте 12 лет Келли предложили контракт с лейблом Geffen Records. Она приняла его, но из-за конфликта идей по обоюдному согласию он был расторгнут. В 2007 году с 14-летнего возраста Келли начала публиковать свои видеоролики в YouTube. В первом видео была песня «Go Tell It on the Mountain» компиляции John Wesley Work, Jr., которую она первоначально исполнила в 2004 году. Келли получила признание за её акустическое озвучивание песни «Thinkin about You» певца Фрэнка Оушена.
Несмотря на её кратковременное участие в American Idol — она выбыла из шоу, не достигнув 24-го места, — певица нашла другой путь к известности. Келли научилась играть на гитаре, соединяя фрагменты оригинальных песен, и записала их с помощью своего персонального компьютера. В то время в течение нескольких дней прошла вирусная реклама её роликов. Тори Келли начала делиться своими роликами на YouTube и благодаря своему музыкальному таланту её страница собрала 700 тысяч подписчиков.

### 2010-2013 годы
В 2010 году Келли прослушивалась для участия в 4 сезоне телешоу American Idol в Денвере, Колорадо и неделю в Голливуде, но не вошла в топ-24 исполнителей. Она заявила, что была опустошена, но отдала проекту всю себя. Она сразу начала заниматься новыми композициями, а затем её пригласили исполнить благотворительный сингл 1985 года «We Are the World», названный «We Are the World: The Next Generation». Бывший судья Саймон Коуэлл нашёл голос Келли «почти раздражающим», но это не помешало певице продолжить писать больше песен.
1 мая 2012 года Тори Келли выпустила свой первый EP, Handmade Songs By Tori Kelly, в котором содержатся 6 песен её собственного лейбла Toraay Records. Певица сама была продюсером своего первого альбома, записав EP у себя в спальне. Когда он был выпущен на iTunes, он занял Top 10 Pop Albums. Позже Келли сказала, что она больше всего гордится тем, что сделала все сама. «Это было что-то, я знала, что мне нужно сделать, чтобы доказать себе, что я могу сделать это сама…» Она называет свой EP «warm up» полноформатного альбома, который должен выйти в будущем. EP продан тиражом более чем 14 000 копий и достиг 9 места в чарте альбомов «Billboard’s Heatseekers».
В феврале Келли выпустила сингл, под названием «Fill a Heart», который написала для «Child Hunger Ends Here». С апреля 2013 года певица исполнила песню в 8 разных городах Америки в туре «Fill a Heart». Тори выступала в Troubador and the Roxy в Лос-Анджелесе, The Gramercy Theater в Нью-Йорке, Bush Hall в Лондоне. Она также была отмечена в журналах, таких как Teen Vogue, Elle и Glamour. В середине 2013 года у Тори Келли появился новый менеджер Scooter Braun, представивший ее Capitol Records. Она была скептически настроена на подписание контракта с крупным лейблом, боясь, что дела пойдут не в её пользу, как это было ранее в её карьере. «Я была сожжена, пока не встретила этих замечательных ребят, я никогда не чувствовала себя таким образом: они действительно были моими фанатами». 6 сентября 2013 года она подписала контракт с Capitol Records.

### 2013-Настоящее время:Unbreakable Smile
В сентябре 2013 года Келли объявила на The Today Show что её второй дебютный альбом EP Foreword, будет выпущен 22 октября 2013 года на Capitol Records. EP был продан тиражом больше чем 16 000 копий and «debut[ed] at No. 16 on the Billboard 200». Келли была единственной поддержкой для Ed Sheeran в Madison Square Garden 1 ноября 2013 года и выступила с Sam Smith на его туре 'In the Lonely Hour' UK tour в октябре 2014.
Келли написала и записала песню «Silent» для «The Giver: Music Collection», в поддержку экранизации (The Giver), который был выпущен на iTunes 5 августа 2014. 7 августа 2014 года Тори записала живую акустическую версию для своего YouTube-канала — сегодня 1 426 619 просмотров. Сингл Келли был показан на Professor Green's «Lullaby» которая была выпущена 14 сентября 2014 года. На протяжении 2014 года Келли работала со Scooter Braun над её дебютным альбомом, в который она получила взносы от Toby Gad, Max Martin, и Ed Sheeran. Сингл с альбома «Nobody Love» который был выпущен 8 февраля 2015 года, был написан Rickard Goransson, Max Martin, Tori Kelly. Альбом под названием «Unbreakable Smile» был выпущен 23 июня 2015 года.
В 2020 году Тори Келли приняла участие в 4 сезоне шоу «The Masked Singer» под маской Морского Конька и дошла в проекте до полуфинала.

## Личная жизнь
С мая 2018 года Келли замужем за баскетболистом Андрей Мудрилло.

## Дискография
- Unbreakable Smile (2015)
- Hiding Place (2018)
- Inspired by True Events (2019)
- A Tori Kelly Christmas (2020)

## Туры
- Fill a Heart Tour (2012)
- Foreword Fall Tour (2013)
- Where I Belong Tour (2015)
- Unbreakable Tour (2016)